# Mariko Kouda Music Clips 2006
『Mariko Kouda Music Clips 2006』（まりここうだミュージッククリップス2006）は、國府田マリ子の7枚目のミュージック・ビデオ集。2006年1月12日、キングレコードより発売。

## 解説
シングル「自由な翼」「虹が呼んでる」に加え、「自由な翼」C/W曲、アルバム「ビタミンぱんちっ!」から2曲、「MARIKO KOUDA Presents GM CD Special 2」から1曲収録されている。

## 収録曲
全作詞：國府田マリ子
1. 自由な翼
作曲・編曲：西脇辰弥
2. 大好きなんだものっ!
作曲・編曲：西脇辰弥
3. 元気のマニュアル
作曲・編曲：井上うに
4. 虹が呼んでる
作曲：イズミカワソラ
編曲：井上うに
5. ビタミンぱんちっ!
作曲・編曲：井上うに
6. 涙のシンデレラ
作曲・編曲：大嶽香子